# Italien i olympiska sommarspelen 1984
Italien deltog i de olympiska sommarspelen 1984 med en trupp bestående av 268 deltagare, och totalt tog landet 32 medaljer.

## Basket
Herrar
Gruppspel
| Nr | Lag          | S | V | O | F | GM  | IM  | MS   | P  |
| -- | ------------ | - | - | - | - | --- | --- | ---- | -- |
| 1  | Jugoslavien  | 5 | 5 | 0 | 0 | 457 | 366 | +91  | 10 |
| 2  | Italien      | 5 | 4 | 0 | 1 | 437 | 363 | +74  | 9  |
| 3  | Australien   | 5 | 3 | 0 | 2 | 383 | 403 | −20  | 8  |
| 4  | Västtyskland | 5 | 2 | 0 | 3 | 384 | 376 | +8   | 7  |
| 5  | Brasilien    | 5 | 1 | 0 | 4 | 401 | 423 | −22  | 6  |
| 6  | Egypten      | 5 | 0 | 0 | 5 | 349 | 480 | −131 | 5  |

Slutspel
|  | Kvartsfinaler (6 augusti) | Kvartsfinaler (6 augusti) | Kvartsfinaler (6 augusti) |     |         | Semifinaler (8 augusti) | Semifinaler (8 augusti) | Semifinaler (8 augusti) |                        |                        | Final (10 augusti)     | Final (10 augusti)     | Final (10 augusti) |
|  |                           |                           |                           |     |         |                         |                         |                         |                        |                        |                        |                        |                    |
|  | A1                        | Jugoslavien               | 110                       |     |         |                         |                         |                         |                        |                        |                        |                        |                    |
|  | B4                        | Uruguay                   | 82                        |     |         |                         |                         |                         |                        |                        |                        |                        |                    |
|  | B4                        | Uruguay                   | 82                        |     | A1      | Jugoslavien             | 61                      |                         |                        |                        |                        |                        |                    |
|  |                           |                           |                           |     | A1      | Jugoslavien             | 61                      |                         |                        |                        |                        |                        |                    |
|  |                           | B2                        | Spanien                   | 74  |         |                         |                         |                         |                        |                        |                        |                        |                    |
|  | B2                        | B2                        | Spanien                   | 74  | Spanien | 101                     |                         |                         |                        |                        |                        |                        |                    |
|  | B2                        |                           |                           |     | Spanien | 101                     |                         |                         |                        |                        |                        |                        |                    |
|  | A3                        | Australien                | 93                        |     |         |                         |                         |                         |                        |                        |                        |                        |                    |
|  |                           |                           |                           |     |         |                         |                         |                         |                        |                        | B2                     | Spanien                | 65                 |
|  |                           |                           | B1                        | USA | 96      |                         |                         |                         |                        |                        |                        |                        |                    |
|  | B1                        | USA                       | 78                        |     |         |                         |                         |                         |                        |                        |                        |                        |                    |
|  | A4                        | Västtyskland              | 67                        |     |         |                         |                         |                         |                        |                        |                        |                        |                    |
|  | A4                        | Västtyskland              | 67                        |     | B1      | USA                     | 78                      |                         | Bronsmatch (9 augusti) | Bronsmatch (9 augusti) | Bronsmatch (9 augusti) | Bronsmatch (9 augusti) |                    |
|  |                           |                           |                           |     | B1      | USA                     | 78                      |                         | Bronsmatch (9 augusti) | Bronsmatch (9 augusti) | Bronsmatch (9 augusti) | Bronsmatch (9 augusti) |                    |
|  |                           | B3                        | Kanada                    | 59  |         |                         |                         |                         |                        |                        |                        |                        |                    |
|  | A2                        | B3                        | Kanada                    | 59  | Italien | 72                      |                         | A1                      | Jugoslavien            | 88                     |                        |                        |                    |
|  | A2                        |                           |                           |     | Italien | 72                      |                         | A1                      | Jugoslavien            | 88                     |                        |                        |                    |
|  | B3                        | Kanada                    | 78                        |     |         |                         |                         |                         |                        |                        | B3                     | Kanada                 | 82                 |

## Boxning
Lätt flugvikt
- Salvatore Todisco →  Silver
  1. Första omgången — Bye
  2. Andra omgången — Besegrade Gerard Hawkins (IRL), 5:0
  3. Kvartsfinal — Besegrade Rafael Ramos (PUR), 4:1
  4. Semifinal — Besegrade Keith Mwila (ZAM), 5:0
  5. Final — Förlorade mot Paul Gonzales (USA), walk-over

Bantamvikt
- Maurizio Stecca →  Guld
  1. Första omgången — Bye
  2. Andra omgången — Besegrade Phillip Sutcliffe (IRE), 5:0
  3. Tredje omgången — Besegrade Star Zulu (ZAM), 5:0
  4. Kvartsfinal — Besegrade Robinson Pitalua (COL), 5:0
  5. Semifinal — Besegrade Pedro Nolasco (DOM), 5:0
  6. Final — Besegrade Héctor Lopez (MEX), 4:1

Mellanvikt
- Noe Cruciani
  1. Första omgången – Besegrade Paul Kamela (CMR), 5:0
  2. Andra omgången – Förlorade mot Pedro van Raamsdonk (HOL), 0:5

Tungvikt
- Angelo Musone →  Brons
  1. Första omgången – Besegrade James Omondi (KEN), 5:0
  2. Andra omgången – Besegrade Kaliq Singh (IND), walk-over
  3. Kvartsfinal – Besegrade Håkan Brock (SWE), 5:0
  4. Semifinal – Förlorade mot Henry Tillman (USA), 0:5

Supertungvikt
- Francesco Damiani →  Silver
  1. Första omgången – Bye
  2. Kvartsfinal – Besegrade Willie Isangura (TNZ), RSC-2
  3. Semifinal – Besegrade Robert Wells (GBR), RSC-3
  4. Final – Förlorade mot Tyrell Biggs (USA), 1:4

## Bågskytte
Damernas individuella
- Ester Robertson — 2435 poäng (→ 21:a plats)

Herrarnas individuella
- Giancarlo Ferrari — 2455 poäng (→ 25:e plats)
- Ilario Di Buò — 2437 poäng (→ 29:e plats)

## Cykling
Herrarnas linjelopp
- Alberto Volpi — + 4:10 (→ 13:e plats)
- Stefano Colagè — fullföljde inte (→ ingen placering)
- Roberto Pagnin — fullföljde inte (→ ingen placering)
- Renato Piccolo — fullföljde inte (→ ingen placering)

Damernas linjelopp
- Maria Canins — 2:11:14 (→ 5:e plats)
- Luisa Seghezzi — 2:13:28 (→ 9:e plats)
- Roberta Bonanomi — 2:15:13 (→ 23:e plats)

## Fotboll
Gruppspel
|            | Spelade | Vinster | Oavgjorda | Förluster | Gjorda mål | Insläppta mål | Poäng |
| ---------- | ------- | ------- | --------- | --------- | ---------- | ------------- | ----- |
| Italien    | 3       | 2       | 0         | 1         | 2          | 1             | 4     |
| Egypten    | 3       | 1       | 1         | 1         | 5          | 3             | 3     |
| USA        | 3       | 1       | 1         | 1         | 4          | 2             | 3     |
| Costa Rica | 3       | 1       | 0         | 2         | 2          | 7             | 2     |

Slutspel
|  | Kvartsfinal                    | Kvartsfinal                    |                                |       | Semifinal                      | Semifinal                      |   |  | Final | Final |
|  |                                |                                |                                |       |                                |                                |   |  |       |       |
|  | 5 augusti 1984 - Pasadena, CA  |                                |                                |       |                                |                                |   |  |       |       |
|  |                                |                                |                                |       |                                |                                |   |  |       |       |
|  | Frankrike                      | 2                              |                                |       |                                |                                |   |  |       |       |
|  | Frankrike                      | 2                              | 8 augusti 1984 - Pasadena, CA  |       |                                |                                |   |  |       |       |
|  | Egypten                        | 0                              |                                |       |                                |                                |   |  |       |       |
|  | Egypten                        | 0                              | Frankrike (förlängning)        | 4     |                                |                                |   |  |       |       |
|  | 6 augusti 1984 - Pasadena, CA  |                                | Frankrike (förlängning)        | 4     |                                |                                |   |  |       |       |
|  |                                | Jugoslavien                    | 2                              |       |                                |                                |   |  |       |       |
|  | Jugoslavien                    | Jugoslavien                    | 2                              | 5     |                                |                                |   |  |       |       |
|  | Jugoslavien                    |                                | 11 augusti 1984 – Pasadena, CA | 5     |                                |                                |   |  |       |       |
|  | Västtyskland                   | 2                              |                                |       |                                |                                |   |  |       |       |
|  | Västtyskland                   | 2                              | Frankrike                      | 2     |                                |                                |   |  |       |       |
|  | 5 augusti 1984 – Palo Alto, CA |                                | Frankrike                      | 2     |                                |                                |   |  |       |       |
|  |                                | Brasilien                      | 0                              |       |                                |                                |   |  |       |       |
|  | Italien (förlängning)          | Brasilien                      | 0                              | 1     |                                |                                |   |  |       |       |
|  | Italien (förlängning)          | 8 augusti 1984 – Palo Alto, CA |                                | 1     |                                |                                |   |  |       |       |
|  | Chile                          | 0                              |                                |       |                                |                                |   |  |       |       |
|  | Chile                          | 0                              | Italien                        | 1     | Bronsmatch                     | Bronsmatch                     |   |  |       |       |
|  | 6 augusti 1984 - Palo Alto, CA |                                | Italien                        | 1     | Bronsmatch                     | Bronsmatch                     |   |  |       |       |
|  |                                | Brasilien (förlängning)        | 2                              |       | 10 augusti 1984 - Pasadena, CA | 10 augusti 1984 - Pasadena, CA |   |  |       |       |
|  | Brasilien (straffar)           | Brasilien (förlängning)        | 2                              | 1 (5) | 10 augusti 1984 - Pasadena, CA | 10 augusti 1984 - Pasadena, CA |   |  |       |       |
|  | Brasilien (straffar)           |                                |                                |       |                                | Jugoslavien                    | 2 |  |       |       |
|  | Kanada                         | 1 (3)                          |                                |       |                                | Jugoslavien                    | 2 |  |       |       |
|  | Kanada                         | 1 (3)                          | Italien                        | 1     |                                |                                |   |  |       |       |
|  |                                |                                | Italien                        | 1     |                                |                                |   |  |       |       |

## Friidrott
Herrar
Herrarnas 100 meter
- Stefano Tilli
- Antonio Ullo
- Pierfrancesco Pavoni

Herrarnas 200 meter
- Pietro Mennea
- Stefano Tilli
- Carlo Simionato

Herrarnas 800 meter
- Donato Sabia
- Riccardo Materazzi

Herrarnas 1 500 meter
- Riccardo Materazzi
- Stefano Mei
- Claudio Patrignani

Herrarnas 5 000 meter
- Salvatore Antibo
  - Heat — 13:46,32
  - Semifinal — 13:47,53 (→ gick inte vidare)

- Piero Selvaggio
  - Heat — 14:04,74 (→ gick inte vidare)

- Antonio Selvaggio
  - Heat — 13:55,73 (→ gick inte vidare)

Herrarnas 10 000 meter
- Alberto Cova
  - Heat — 28:26,10
  - Final — 27:47,54 (→  Guld)

- Salvatore Antibo
  - Heat — 28:22,57
  - Final — 28:06,50 (→ 4:e plats)

- Francesco Panetta
  - Heat — 29:00,78 (→ gick inte vidare)

Herrarnas maraton
- Giovanni d'Aleo
  - Final — 2:20:12 (→ 35:e plats)

- Marco Marchei
  - Final — 2:22:38 (→ 43:e plats)

Herrarnas 110 meter häck
- Daniele Fontecchio

Herrarnas 3 000 meter hinder
- Francesco Panetta
- Franco Boffi

Herrarnas 4 x 100 meter stafett
- Antonio Ullo
- Giovanni Bongiorni
- Stefano Tilli
- Pietro Mennea

Herrarnas 4 x 400 meter stafett
- Roberto Tozzi
- Ernesto Nocco
- Roberto Ribaud
- Pietro Mennea
- Donato Sabia
- Mauro Zuliani

Herrarnas längdhopp
- Giovanni Evangelisti
  - Kval — 7,94m
  - Final — 8,24m (→  Brons)

Herrarnas tresteg
- Dario Badinelli
  - Kval — 16,13m (→ gick inte vidare)

Herrarnas spjutkastning
- Agostino Ghesini
  - Kval — 72,96m (→ gick inte vidare, 23:e plats)

Herrarnas stavhopp
- Mauro Barella
  - Kval — 5,35m
  - Final — 5,30m (→ 8:e plats)

Herrarnas kulstötning
- Alessandro Andrei
  - Kval — 20,18 m
  - Final — 21,26 m (→  Gold Medal)

- Marco Montelatici
  - Kval — 20,14 m
  - Final — 19,98 m (→ 6:e plats)

Herrarnas diskuskastning
- Luciano Zerbini
  - Final — 63,50m (→ 7:e plats)

Herrarnas släggkastning
- Orlando Bianchini
  - Kval — 74,02m
  - Final — 75,94m (→ 4:e plats)

- Giampaolo Urlando
  - Kval — 72,42m
  - Final — 75,96m (→ slutade fyra men blev diskvalificerad på grund av förbjudna medel)

- Lucio Serrani
  - Kval — 70,64m (→ gick inte vidare)

Herrarnas 20 kilometer gång
- Maurizio Damilano
  - Final – 1:23:26 (→  Brons)

- Carlo Mattioli
  - Final – 1:25:07 (→ 5:e plats)

- Alessandro Pezzatini
  - Final – 1:32:27 (→ 28:e plats)

Herrarnas 50 kilometer gång
- Sandro Bellucci
  - Final – 3:53:45 (→  Brons)

- Raffaello Ducceschi
  - Final – 3:59:26 (→ 5:e plats)

- Maurizio Damilano
  - Final – DNF (→ ingen placering)

Damer
Damernas 200 meter
- Marisa Masullo

Damernas 400 meter
- Erica Rossi

Damernas 800 meter
- Gabriella Dorio

Damernas 1 500 meter
- Gabriella Dorio
  - Heat — 4:04,51
  - Final — 4:03,25 (→  Guld)

Damernas 3 000 meter
- Agnese Possamai
  - Heat — 8,45,84
  - Final — 9,10,82 (→ 10:e plats)

Damernas maraton
- Laura Fogli
  - Final — 2:29:28 (→ 9:e plats)

- Alba Milana
  - Final — 2:33:01 (→ 12:e plats)

- Paola Moro
  - Final — 2:37:06 (→ 20:e plats)

Damernas 400 meter häck
- Giuseppina Cirulli
  - Heat — 57,49
  - Semifinal — 56,45 (→ gick inte vidare)

Damernas 4 x 400 meter stafett
- Patrizia Lombardo
- Cosetta Campana
- Marisa Masullo
- Erica Rossi
- Giuseppina Cirulli

Damernas höjdhopp
- Sara Simeoni
  - Kval — 1,90m
  - Final — 2,00m (→  Silver)

Damernas spjutkastning
- Fausta Quintavalla
  - Kval — 57,66m (→ gick inte vidare)

## Fäktning
Herrarnas florett
- Mauro Numa
- Stefano Cerioni
- Andrea Borella

Herrarnas florett, lag
- Mauro Numa, Andrea Borella, Andrea Cipressa, Stefano Cerioni, Angelo Scuri

Herrarnas värja
- Stefano Bellone
- Angelo Mazzoni
- Sandro Cuomo

Herrarnas värja, lag
- Stefano Bellone, Sandro Cuomo, Cosimo Ferro, Roberto Manzi, Angelo Mazzoni

Herrarnas sabel
- Marco Marin
- Giovanni Scalzo
- Gianfranco Dalla Barba

Herrarnas sabel, lag
- Marco Marin, Gianfranco Dalla Barba, Giovanni Scalzo, Ferdinando Meglio, Angelo Arcidiacono

Damernas florett
- Dorina Vaccaroni
- Carola Cicconetti
- Margherita Zalaffi

Damernas florett, lag
- Dorina Vaccaroni, Clara Mochi, Margherita Zalaffi, Lucia Traversa, Carola Cicconetti

## Modern femkamp
Herrarnas individuella tävling
- Daniele Masala - 5469 poäng (Guld)
- Carlo Massullo - 5406 poäng (Brons)
- Pier Paolo Cristofori - 5185 poäng (11:e plats)

Herrarnas lagtävling
- Daniele Masala, Carlo Massullo och Pier Paolo Cristofori - 16060 poäng (Guld)

## Simhopp
Herrarnas 3 m
- Piero Italiani
  - Kval — 573,69
  - Final — 578,94 (→ 6:e plats)